# Fortum
Fortum Oyj – fińskie państwowe przedsiębiorstwo energetyczne z siedzibą w Espoo. Firma działa głównie w regionie nordyckim, ale także w Hiszpanii i w Polsce.
Fortum prowadzi działalność jako operator elektrowni i elektrociepłowni. Firma zajmuje się wytwarzaniem i sprzedażą energii elektrycznej i ciepła, a także oferuje usługi doradcze w zakresie elektrowni jądrowych i ładowania pojazdów elektrycznych. Fortum dostarcza również usługi związane z gospodarką odpadami, w tym recykling, zagospodarowanie końcowe i rekultywację terenów zdegradowanych. Spółka notowana jest na giełdzie Nasdaq w Helsinkach.
W 2020 roku Fortum było największym przedsiębiorstwem w Finlandii pod względem przychodów. Jest także jednym z najczystszych producentów energii elektrycznej w Europie. To trzeci co do wielkości producent i największy sprzedawca energii w krajach nordyckich.

## Historia
Fortum wywodzi się z firmy Imatran Voima (IVO), założonej w 1932 roku, która zarządzała elektrownią wodną Imatra. W kolejnych latach IVO rozszerzyło działalność o inne elektrownie wodne, węglowe oraz jądrowe w Finlandii.

### Fortum 1998–2010
Fortum powstało w 1998 roku, w wyniku fuzji między Imatram Voima a Neste Oy (Fińskie Narodowe Przedsiębiorstwo Naftowe). W 2003 roku Fortum nabyło część Fredrikstad Energi i Fredrikstad Energi Nett w ramach umowy wymiany z E.ON. W 2005 roku większość aktywów Neste zostało sprzedane oddzielnej spółce – Neste Oil. 
W 2007 roku Fortum zakupiło udziały w elektrowni TGK-1, działającej w północno-zachodniej Rosji, a w 2008 roku sprywatyzowało przedsiębiorstwo TGK-10 działające w Rosji.

### 2011–2019
W 2011 roku Fortum sprzedało swoje udziały Fingrid (fińskiego operatora systemu przesyłowego).
W 2012 roku Fortum zajęło pierwsze miejsce w indeksie klimatycznym krajów nordyckich, stworzonym przez Carbon Disclosure Project.
W 2013 roku Fortum uruchomiło elektrociepłownie – w Kłajpedzie na Litwie i Brista w Szwecji, w Jelgavie na Łotwie i Järvenpää w Finlandii. W czerwcu 2013 roku Fortum nabyło elektrownię słoneczną o mocy 5 MW, znajdującą się w stanie Radżastan w Indiach i podpisało umowę z Rosatomem i brytyjskim Rolls-Royce Engines w zakresie rozwoju technologii energii jądrowej. W następnym roku przedsiębiorstwo sprzedało norweską sieć dystrybucji energii elektrycznej oraz swoje udziały we Fredrikstad Energi, a w 2015 roku podłączyło swoją pierwszą farmę słoneczną w Madhya Pradesh w Indiach i zakończyło proces sprzedaży swojej sieci dystrybucji energii elektrycznej w Szwecji. W 2016 roku Fortum przejęło Grupę DUON S.A. oraz Ekokem Corporation.
W 2017 roku podłączyło do sieci elektrownię słoneczną o mocy 100 MW w Pavagada. W tym samym roku Fortum ogłosiło plan zakupu 47% udziałów w Uniper od E.ON, zwiększając je do 75% w 2020 roku.

### Od 2020
W 2020 roku Fortum i Kværner poinformowały, że będą współpracować nad projektem przechwytywania i składowania dwutlenku węgla, realizowanym dla spalarni odpadów w Klemetsrud. W 2021 roku Fortum sprzedało swoją działalność w krajach Bałtyckich firmie Partners Group.
W kwietniu 2023 roku rosyjskie aktywa Fortum zostały przeniesione pod zewnętrzne zarządzanie na mocy dekretu prezydenta Rosji, a w lipcu 2023 roku Rosja zmieniła nazwę przejętego biznesu na Forward Energo.

## Fortum w Polsce
Fortum działa na polskim rynku od 2003 roku, kiedy to przejęło przedsiębiorstwo DZT Świebodzice, zajmujące się ciepłownictwem, wodociągami i kanalizacją.
W 2005 roku Fortum nabyło sieć ciepłowniczą we Wrocławiu. W 2012 roku długość zarządzanej sieci wynosiła 596 kilometrów. W 2010 roku uruchomiło elektrociepłownię w Częstochowie, wykorzystującą jako paliwo biomasę i węgiel. Moc zainstalowana elektrociepłowni wynosi 197 MW w paliwie. Moc elektryczna to 68 MW, a moc cieplna 129 MW. Ponadto na terenie elektrociepłowni zainstalowane są kotły szczytowe o łącznej mocy cieplnej 167MW. W Częstochowie Fortum zarządza siecią ciepłowniczą o długości 181 kilometrów.
W 2016 roku Fortum przejęło Grupę DUON SA, zajmującą się sprzedażą prądu i gazu. Na polskim rynku Fortum sprzedaje energię elektryczną i gaz klientom indywidualnym i biznesowym. W 2018 roku uruchomiło elektrociepłownię w Zabrzu, wykorzystującą paliwo z odpadów (RDF) i węgiel, może być też zasilana biomasą. Moc zainstalowana elektrociepłowni wynosi 225 MW w paliwie. Moc elektryczna to 75 MW, a moc cieplna 145 MW. Firma jest też właścicielem 189 km sieci ciepłowniczej w Płocku.

## Działalność operacyjna
Fortum posiada ponad 120 elektrowni wodnych w Finlandii i Szwecji, m.in. na rzekach Dalälven, Indalsälven i Ljusnan w centralnej Szwecji oraz na rzekach Oulujoki, Kemijoki i Vuoksi w Finlandii oraz jest właścicielem elektrowni jądrowej w Loviisa w Finlandii oraz posiada udziały w szwedzkich elektrowniach jądrowych Oskarshamn i Forsmark, a także w fińskiej Olkiluoto.
Fortum produkuje i sprzedaje ciepło w krajach nordyckich i Polsce, posiadając 8 zakładów kogeneracyjnych. Obsługuje ponad 2,4 miliona klientów w Szwecji, Finlandii, Norwegii, Hiszpanii i Polsce. Sieci ciepłownicze obejmują około 1200 km w Finlandii, 2400 km w Szwecji oraz 964 km w Polsce.
Przedsiębiorstwo inwestuje w instalacje fotowoltaiczne, szczególnie na rynku indyjskim, oraz sprzedaje zestawy fotowoltaiczne w krajach nordyckich. Firma świadczy usługi zarządzania środowiskowego w krajach nordyckich, w tym recykling, rekultywację gleby, uzdatnianie wody i odzysk materiałowy w budownictwie.

## Wpływ na środowisko
Fortum dąży do ograniczenia globalnego ocieplenia do 1,5 °C zgodnie z inicjatywą SBTi. W 2023 roku 98% energii elektrycznej produkowanej przez Fortum było wolne od CO2. Celem firmy jest całkowite odejście od węgla do końca 2027 roku i uwzględnianie bioróżnorodności w produkcji energii, w tym badania nad obejściami dla migracji ryb przy elektrowniach wodnych.

## Odpowiedzialność społeczna
W ramach CSR firma aktywnie wspiera prace organizacji charytatywnych na rzecz niesienia pomocy podczas kryzysów humanitarnych (m.in. wsparcie dla organizacji Save the Children na wsparcie działań po Covid-19 w indyjskim Radżastanie). Fortum angażuje się w działania społeczności lokalnych w Finlandii, Szwecji, Norwegii i Polsce.